# Eisstadion Burgau
Das Eisstadion Burgau ist eine Eissporthalle in Burgau im Landkreis Günzburg in Bayern. Sie ist die Heimstätte des ESV Burgau und wird in der Winterzeit mehrmals wöchentlich für den Schul- und Breitensport geöffnet.

## Geschichte
Das erste Eisstadion wurde 1971 als Natureisstadion errichtet. Am 15. November 1975 erfolgte die Fertigstellung und feierliche Einweihung des offenen Kunsteisstadions. Bei der Begegnung ESV Burgau gegen SC Memmingen wurde am 30. Dezember 1975 mit 1.250 Zuschauern ein Besucherrekord erreicht. Der Zuschauerdurchschnitt in den Jahren 1975–1990 lag pro Spiel bei ca. 600 Besuchern.
Am 19. Februar 2016 spielte der ESV Burgau das letzte Mal im offenen Kunsteisstadion. Der Spatenstich der Eissporthalle war am 27. August 2015 und vier Tage später war der Baubeginn am 31. August 2015, die Fertigstellung erfolgte dann am 7. Oktober 2016. Das Eröffnungsspiel fand am 8. Oktober 2016 gegen die Augsburger Panther statt, dass der ESV mit 2:10 verlor. Die Eissporthalle öffnete für den regulären Betrieb erstmals am 10. Oktober 2016. Die Baukosten beliefen sich auf ca. 8,5 Mio. Euro. Obwohl es sich um eine Eissporthalle handelt wird es als Eisstadion bezeichnet, da die alte Spielfläche ein offenes Kunsteisstadion war.
Die Stadt Burgau beschloss im Januar 2024 eine PV-Anlage mit einer Leistung von 426 kWp auf dem Dach des Stadions zu installieren. Der Stromverbrauch für das Eisstadion und das neben an gelegene Freibad Burgau  beträgt für ein Kalenderjahr ca. 696.000 kWh. Die Kosten für die Anschaffung und Installation der PV-Anlage betragen 397.236 €.
Aufgrund der hohen Auslastung in der Saison 23/24 des ESV Burgau hat die Stadt Burgau und der Verein eine Zuschauerkapazität auf 1020 Stehplätze beantragt. Diese wurde vom Landratsamt im Dezember 2024 auf 1000 Zuschauer bewilligt.

## Nutzung
Neben dem Eissport steht das Eisstadion Burgau in den Wintermonaten auch für öffentliches Schlittschuhlaufen und Hobby-Eishockey zur Verfügung.

## Daten und Maße
- Hallengröße: 74 m × 54 m
- Hallenhöhe: max. 14 m

## Bilder

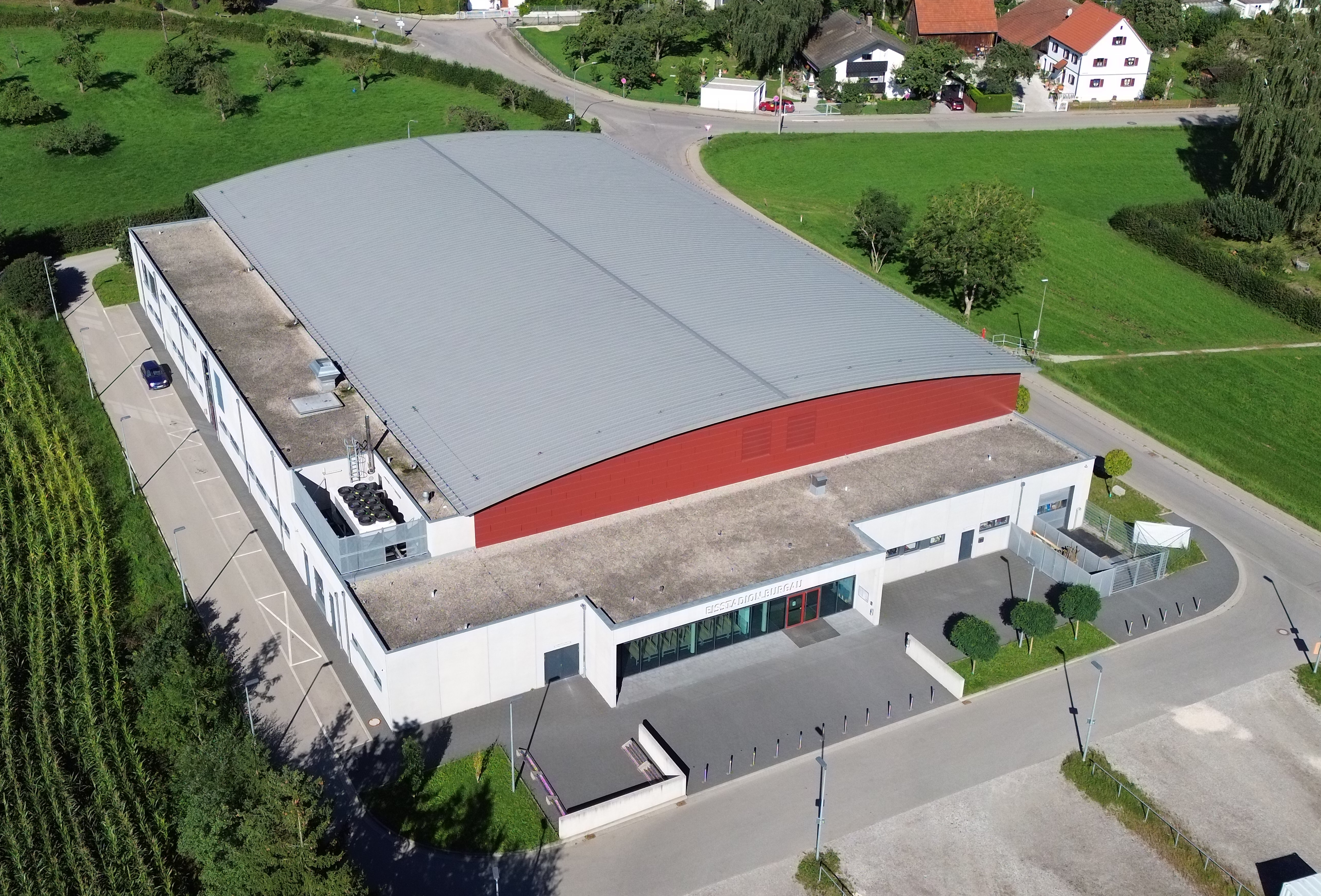
Eisstadion von oben
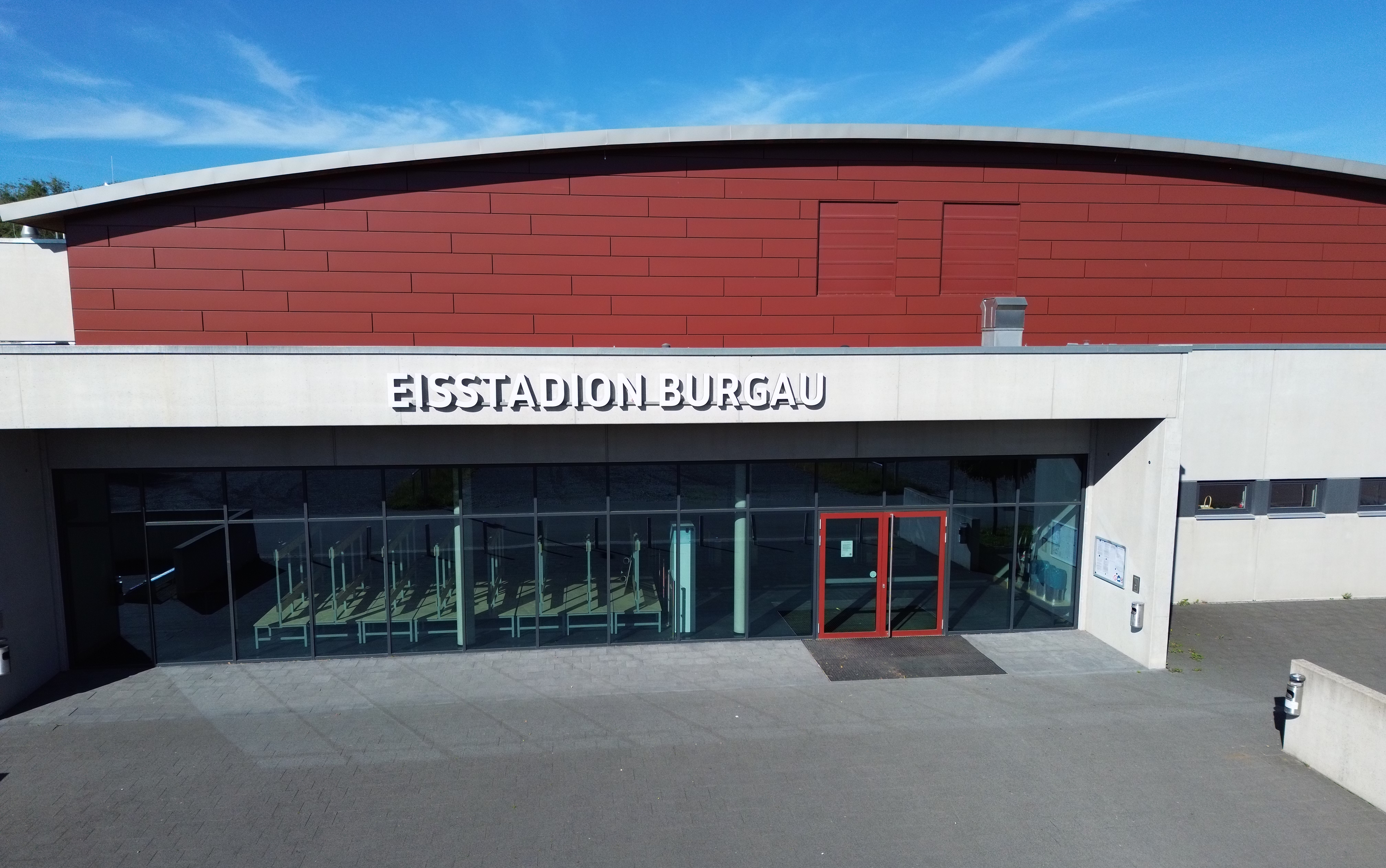
Eisstadion Eingang
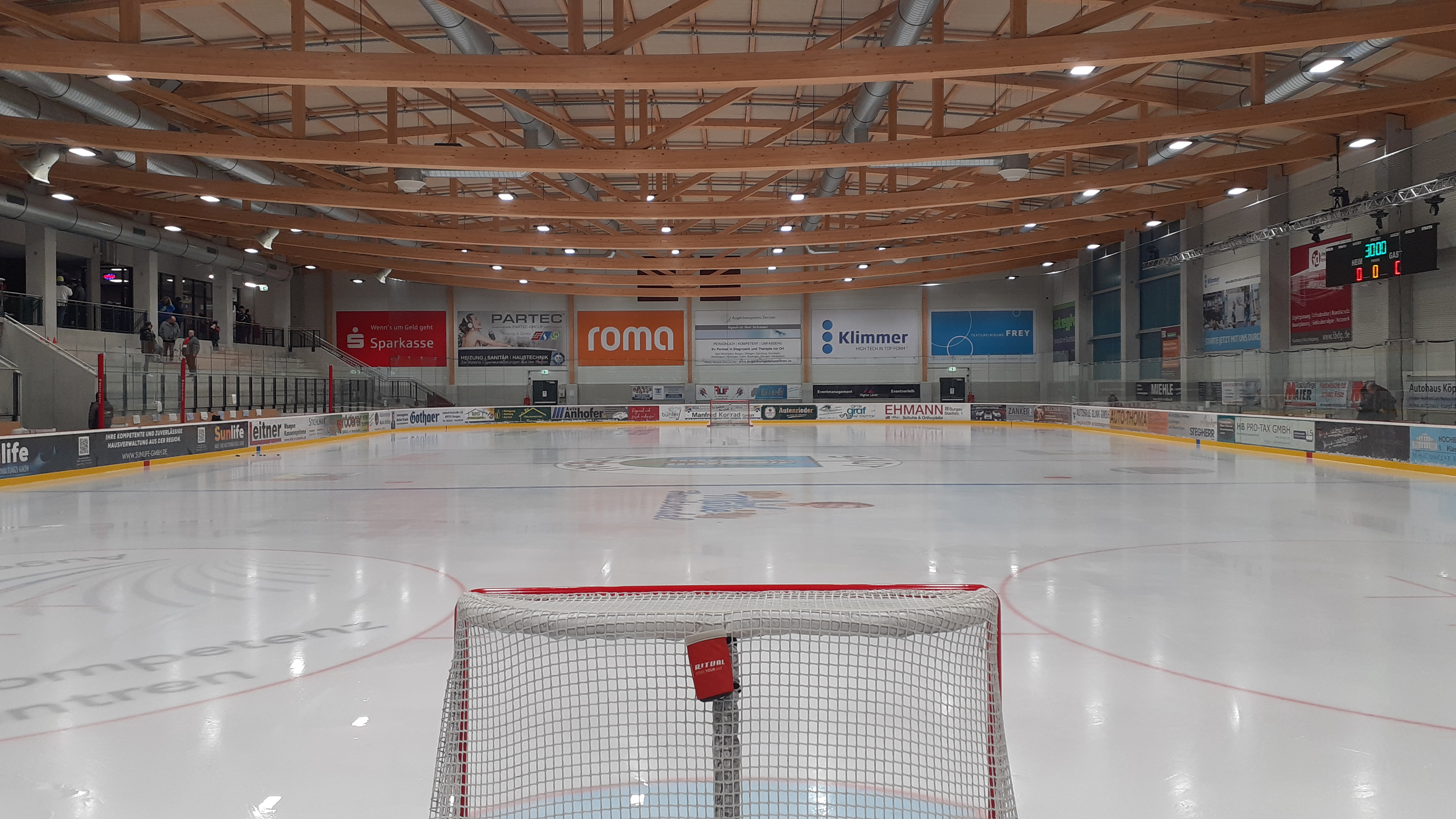
Innenansicht